# Bohdalecký tunel

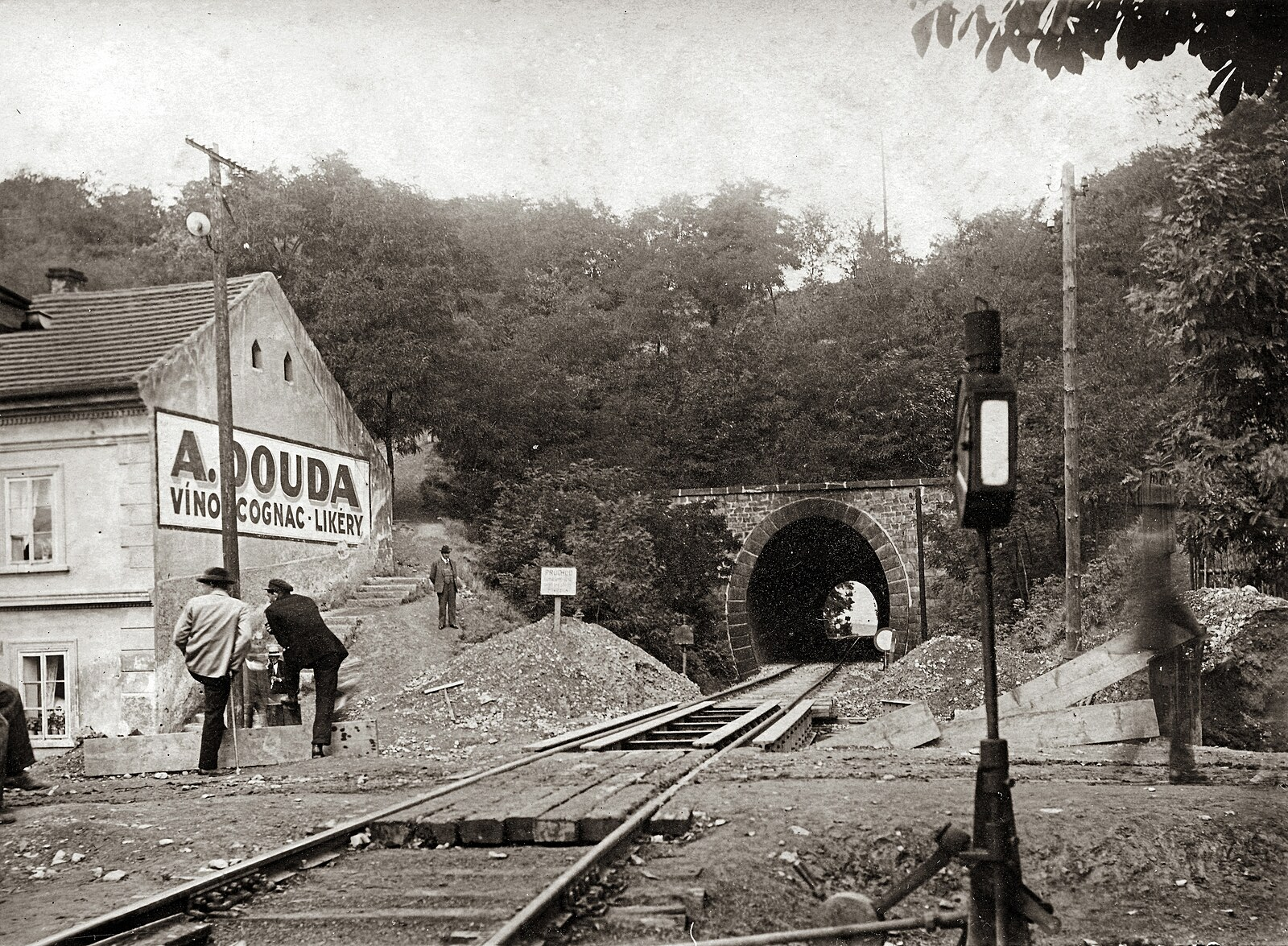
Bohdalecký tunel v roce 1927, dva roky před odtěžením: pohled od jihu, od Michelské silnice (dnes ulice U plynárny)

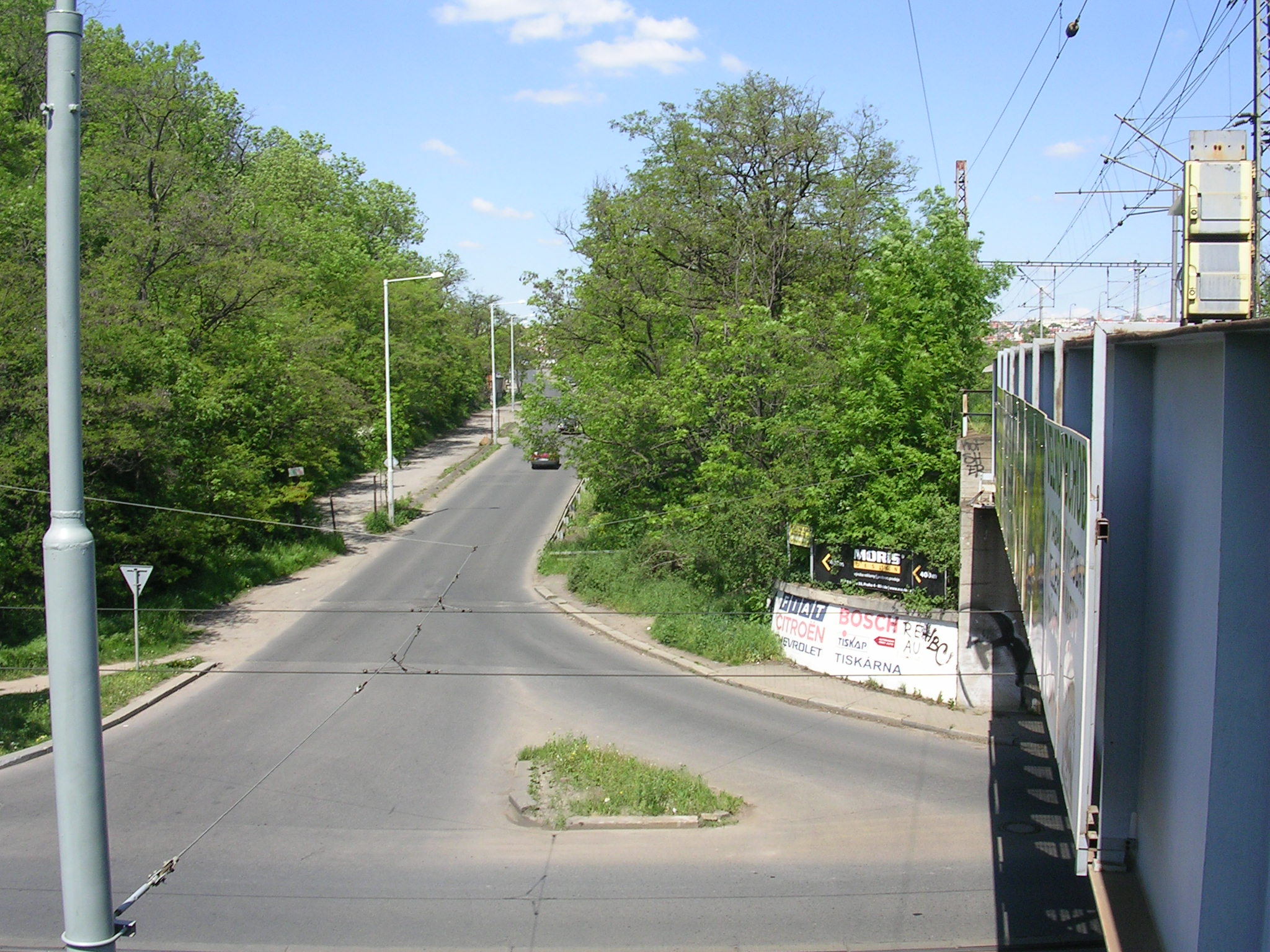
Bohdalecký zářez, ulice Nad Vinným potokem a železniční mosty přes ulici U plynárny.

Bohdalecký tunel byl jednokolejný železniční tunel pod sedlem kopce Bohdalce v Praze mezi Vršovicemi a Michlí na lokální dráze Nusle-Modřany, později prodloužené a známé jako Posázavský pacifik, mezi stanicemi Nusle-Vršovice a Krč. Byl prokopán v letech 1881–1882, trať začala sloužit 1. března 1882. Délka tunelu byla 94 metrů.

## Likvidace tunelu
Kvůli potřebě rozšířit trať (stavba vlečky do michelské pekárny nebo plynárny) byl tunel v roce 1929 odstraněn (stavební práce začaly již 12. srpna 1927) a od roku 1930 nahrazen zářezem, jímž byl od Bohdalce oddělen Tyršův vrch a vytvořen prostor pro dvě koleje modřanské trati, dvě koleje vlečky a širokou silnici. Při výkopu bylo přemístěno 250 000 m3 materiálu a největší hloubka výkopu byla 25 m. Při rozšiřování zářezu došlo ve svahu Bohdalce k sesuvu asi 8000 m3 ordovických břidlic. V roce 1947 vznikla v zářezu také ulice Nad vinným potokem.

## Zastávky u tunelu
Konečná stanice Nusle lokální dráhy Nusle - Modřany poblíž vršovického portálu tunelu byla již v roce 1882 přemístěna k hlavní budově nádraží Nusle (od roku 1942 Nádraží Praha-Vršovice) a její objekty byly opuštěny. U portálu tunelu z krčské strany byla od 1. listopadu 1900 železniční zastávka Michle. Po likvidaci tunelu byla v roce 1930 zastávka obnovena o něco blíže Krči, v květnu 1942 přejmenovaná na Praha-Michle, v roce 1970 zrušena a v 90. letech poté i fyzicky zlikvidována.
Od roku 2002 je přibližně v místech bývalého tunelu zřízena služební zastávka Praha-Vršovice depo.